# 大溝清人
大溝 清人（おおみぞ きよと、1978年9月3日 - ）は、日本のお笑い芸人。吉本興業所属。バッドボーイズのボケ・ネタ作り担当。立ち位置は向かって左。
福岡県福岡市東区西戸崎出身。身長167cm、体重56kg。血液型A型。福岡第一高等学校中退。近年は、清人（きよと）名義で活動することが多い。

## 来歴・人物
元・福岡連合二代目連絡隊長及び暴走族「汝風（なち）」の元メンバー。総長が企画した暴走行為を連絡しなければ暴走行為は起こらなかったという理由で逮捕されたことがある。高校を中退となった理由は、逮捕されたからではなく逮捕されたことが学校にバレて退学処分にされたためである。
1997年4月、福岡第一高等学校の同級生で同じく暴走族の「福岡連合」出身である佐田正樹とお笑いコンビ『バッドボーイズ』を結成。

## エピソード
- 中学生時代の身長は148.5cm。
- 佐田と『バッドボーイズ』を結成し芸人となった理由は、芸人になるのが夢であったとのこと。
- 絵を描くのが得意であり、『AKB0じ59ふん!』（日本テレビ）では即興で自由の女神やナリタブライアン（実際にはウマの絵）を披露した。
- 2009年10月14日放送の『AKBINGO!』（日本テレビ）で結婚を発表。結婚相手は一般人で、実父宅に連れて行き紹介した際、大溝ですら見た目に手を付けられないような父の手料理を「嫁が率先して食べて、美味いっつって言ったのを見た時に、『一生おれるな』と思って」結婚を決意した。2009年11月22日に婚姻届を提出し翌2010年の1月16日に結婚式を挙げた。2010年4月25日に第一子が、2011年10月27日に第二子がそれぞれ誕生している。
- 『大改造!!劇的ビフォーアフター』（テレビ朝日）にて福岡県福岡市内にある父親が住む実家をリフォームしたが[2]、父親の不摂生な性格により、直に汚くなった。連絡がつかなくなり、心配して実家に駆け付けたところ、父親が1人ゴミだらけの部屋でボーッとして座っていたという。また、その際見かねた大溝の妻が差し出した1万円札を見るも驚くスピードで取ったという。[3]
- 先輩では博多華丸・大吉や小堀裕之（2丁拳銃）などと仲が良い[4]。
- 定期的に絵本の読み聞かせを行っている。[5]
- 女優の鈴木砂羽と親交がある。[6]
- 暴走族であった事はTikTokLIVEにて嘘であった事を公表する。

## 出演
コンビでの出演については、こちらを参照。

### レギュラー番組
- サガラとキヨトの乃木坂ぷぷぷ（テレビ埼玉、2015年10月 - 11月） - メインMC [7]
- バッドボーイズ清人の「そういう概念はなくて無だよー。」[8]（かつしかFM、2019年4月3日 - ）
- バッドボーイズ清人の「どっぷり葛飾人」（かつしかFM、2019年10月2日 -

### インターネット配信
- HITOSHI MATSUMOTO presents ドキュメンタル Documentary of Documental（2017年、Amazonプライム・ビデオ）- シーズン1出演
- 街録ch〜あなたの人生、教えて下さい〜（2021年、YouTube番組）

### 映画
- オムライス（2011年9月24日、よしもとクリエイティブ・エージェンシー）
- この街と私（2022年3月4日、アルミード）- 大溝清人（本人役）

## ライブ
- 2018『バッドボーイズ清人プロデュースユニットコントライブUTAGE 2018秋』

## 書籍
- 『ダブル☆ピース』（ワニブックス 2010年1月）
- 『おばあちゃんこ』（KADOKAWA 2024年3月22日）